# فرانك هيويت
فرانك هيويت (بالإنجليزية: Frank Hewitt)‏ هو عازف جاز وعازف بيانو أمريكي، ولد في 23 أكتوبر 1935 في كوينز في الولايات المتحدة، وتوفي في 5 سبتمبر 2002 في نيويورك في الولايات المتحدة.

## وصلات خارجية
- فرانك هيويت على موقع ميوزك برينز (الإنجليزية)
- فرانك هيويت على موقع أول ميوزيك (الإنجليزية)
- فرانك هيويت على موقع ديسكوغز (الإنجليزية)